# Балинский, Александр

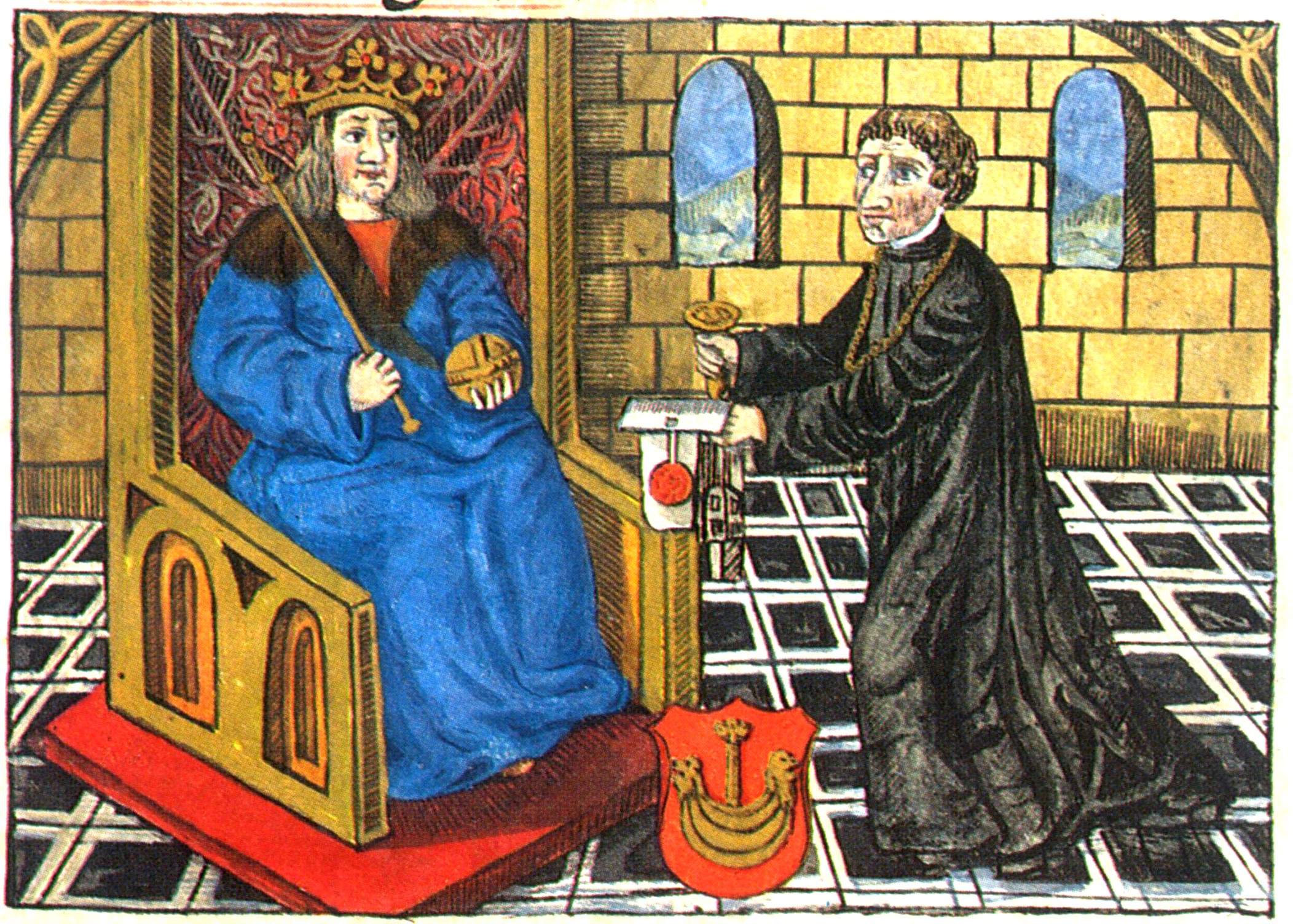
Король Александр Ягеллончик

Александр Балинский (пол. Aleksander Baliński ) — польский придворный медик эпохи Ренессанса, алхимик конца XV-начала XVI века.
Одна из самых загадочных личностей польской истории. Алхимик и адепт «черного искусства», получивший прозвище «Сотник».
Александр Балинский врачевал мещан Кракова и пользовался большой популярностью у горожан, которых не останавливала даже очень высокая оплата за его медицинские услуги. Минимальная сумма врачевания составляла сто злотых, отсюда и прозвище «Сотник».
До сих пор неизвестно, был ли А. Балинский на самом деле врачом, так как не существует никаких доказательств, что он получил медицинское образование. Сам А. Балинский в своей работе «De praestantia medicinae» писал, что его учителем был некий Ян
из Пётркува, профессор Краковской академии.
В 1506 году Александр Ягеллон, находясь в Вильно, заболел и послал за А. Балинским. Лекарь согласился приехать из Кракова, но потребовал за это 300 злотых и право доступа к королевской аптеке. Прибыв в Вильно, он стал применять необычные методы лечения, которые не принесли должного эффекта, более того, состояние больного стало ухудшаться. По просьбе королевского медика Балинский был отстранён от лечения. После прекращения лечения здоровье короля немного улучшилось.
В хрониках записано, что «Алекса́ндр Ягелло́нчик скончался 18 августа 1506 года в Вильно от той же болезни, что и за три года до него умер младший брат Фредерик Ягеллон». Тогда причиной болезни называли французское бессилие (французскую болезнь, возможно, сифилис или импотенцию). А. Балинский тут же был обвинён в отравлении польского короля и взят под стражу.
В истории лечения А. Балинским не найдено причин, по которым он хотел бы отравить короля, наоборот, лекарь хотел, чтобы его пациент выздоровел. Термин «необычная терапия» не означал отравление, потому что в те времена не были известны антибиотики и другие медицинские препараты против «французского бессилия», что означает, что болезнь была неизлечима или трудно излечима.
Балинскому удалось бежать из тюрьмы в Кракове. После этого он исчез при загадочных обстоятельствах от преследований со стороны кредиторов и обвинений в отравлении короля польского и великого князя литовского Александра Ягеллончика (1461—1506).
Дальнейшая его судьба неизвестна.